# Venningen
Venningen es un municipio perteneciente al distrito del Südliche Weinstraße, en Renania-Palatinado, Alemania. Es miembro del Verbandsgemeinde de Edenkoben.
- Datos: Q567599
- Multimedia: Venningen / Q567599

1. ↑  Worldpostalcodes.org, código postal n.º 67482.